# Trattato di Bucarest (1916)
Il trattato di Bucarest del 1916 è stato un accordo tra il Regno di Romania e le Potenze dell’Intesa il 17 agosto 1916 con il quale venivano stipulate le condizioni per l'entrata in guerra della Romania. Il contenuto del trattato era segreto e tale doveva rimanere fino alla fine della guerra.

## I negoziati

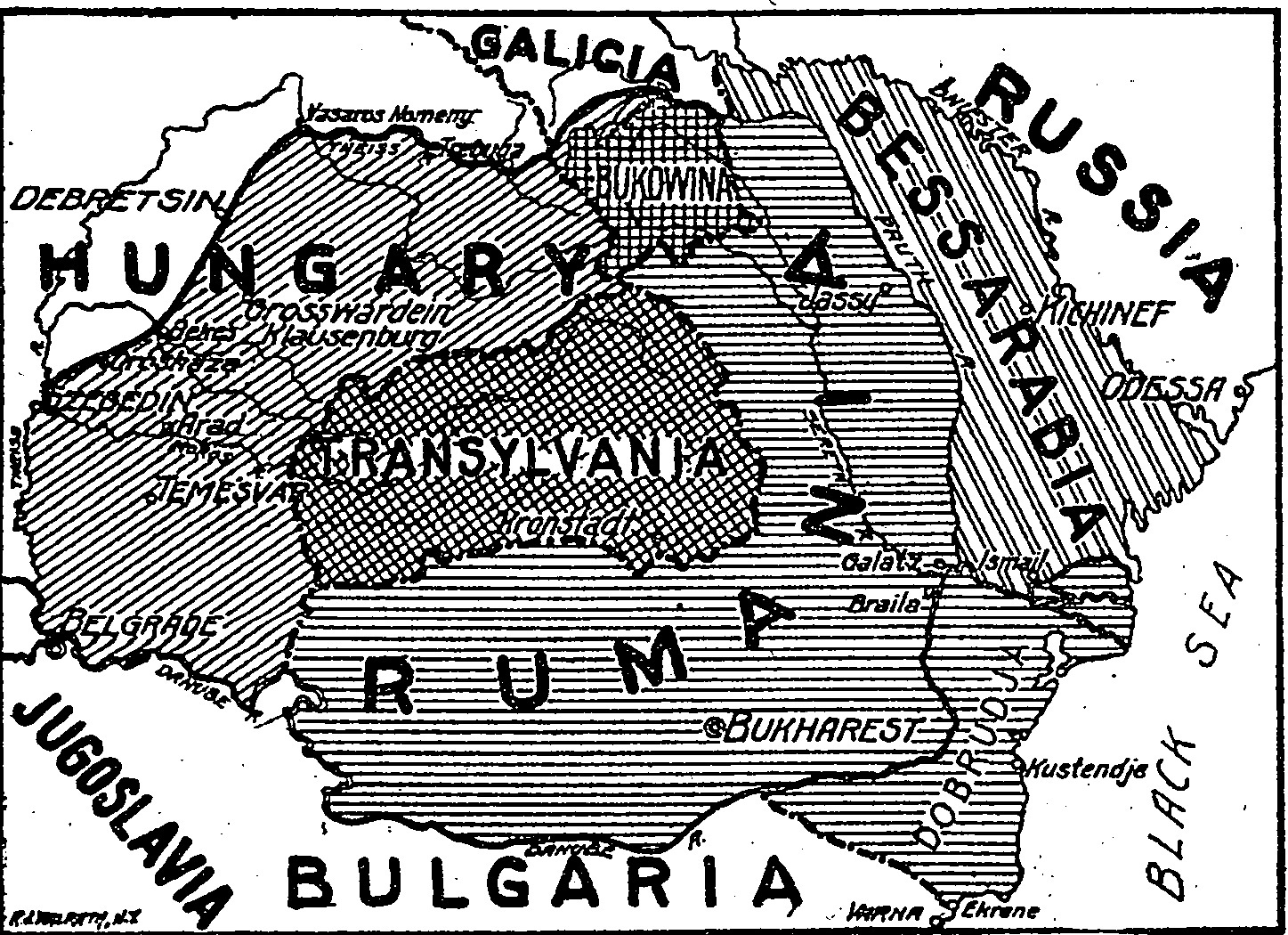
La linea di demarcazione con l’Ungheria proposta dalla Romania

Nel 1915 il Ministro della Guerra britannico Horatio Herbert Kitchener inviò il tenente colonnello Christopher Thomson a Bucarest per cercare di convincere il governo rumeno ad entrare in guerra al fianco dell'Intesa.
Durante la sua missione Thomson ricavò l'impressione che l'esercito rumeno fosse poco preparato e privo dei sufficienti armamenti per poter combattere su tre fronti, contro l'Impero ottomano, la Germania e l'Austria-Ungheria.
Nonostante il parere contrario di Thomson, il governo britannico lo incaricò di concludere una convenzione militare con la Romania, che venne effettivamente firmata il 13 agosto 1916.

## Il trattato
Il trattato di Bucarest del 1916 si divide in due parti: un accordo politico (sette articoli) ed una convenzione militare (17 articoli). Ai sensi del trattato la Romania avrebbe dichiarato guerra all'Austria entro il 28 agosto e in cambio avrebbe ricevuto i seguenti compensi territoriali:
- le aree della Transilvania, della Crișana e del Maramureș abitate da popolazioni a maggioranza rumena, fino al fiume Tibisco[4];
- tutto il Banato (territorio appartenente all'Ungheria);
- la Bucovina, un territorio austriaco abitato da popolazioni rumene ed ucraine.

La linea di demarcazione (descritta all'art. IV) sarebbe partita da un punto lungo il fiume Prut sulla frontiera tra Romania e Russia nei pressi di Novoselycja e sarebbe arrivata fino alla Galizia, alla confluenza tra il Prut ed il Ceremus. Da lì la linea avrebbe seguito la frontiera tra Galizia e Bucovina e tra Galizia ed Ungheria fino al fiume Tibisco per proseguire fino a 6 km ad est di Debrecen, passando poi ad ovest di Orosháza e Békéssámson fino alla confluenza tra il Tibisco ed il Danubio.
La Romania si impegnava a non costruire fortificazioni contro la Serbia e ad indennizzare le popolazioni serbe del Banato nel caso in cui fossero emigrate nei due anni successivi alla fine della guerra.
Ai sensi dell'art. IV le parti si impegnavano a non concludere una pace separata e a garantire alla Romania uguali diritti rispetto agli Alleati alla Conferenza di Pace.
La convenzione militare annessa al trattato stabiliva che la Romania avrebbe attaccato l'Austria-Ungheria da sud e che la Russia avrebbe contemporaneamente iniziato un'offensiva per sostenere l'avanzata rumena in Transilvania. L'alto comando russo promise inoltre di inviare due divisioni di fanteria e una di cavalleria in Dobrugia per proteggere la Romania da un eventuale attacco della Bulgaria.

## La Romania entra in guerra
La mattina del 27 agosto il re Ferdinando I riunì il consiglio reale e dichiarò guerra all'Austria-Ungheria.
L'esercito rumeno, composto da tre armate per un totale di circa 440.000 uomini, attaccò nei Carpazi meridionali avanzando senza incontrare forti resistenze fino a metà settembre quando le truppe tedesche e bulgare penetrarono in Dobrugia.
L'intervento della Romania riuscì disastroso sia per i rumeni sia per gli Alleati: presa in mezzo fra l'Austria-Ungheria e la Bulgaria, la Romania venne occupata quasi per intero, e in essa gli Imperi Centrali trovarono una preziosa fonte di rifornimento di grano e petrolio. Il crollo della Russia poi, costrinse il governo romeno ad accettare la pace di Bucarest (5 aprile 1918), non meno esosa della pace imposta a Mosca.